# Hans-Jörg Holubitschka
Hans-Jörg Holubitschka (* 29. Juli 1960 in Selters, Westerwald; † 16. Dezember 2016 in Düsseldorf) war ein deutscher Maler. Er studierte an der Kunstakademie Düsseldorf bei Gerhard Richter, dessen Meisterschüler er war. Holubitschka lebte und arbeitete in Düsseldorf. An der Ruhrakademie in Schwerte unterrichtete er das Fach Malerei.

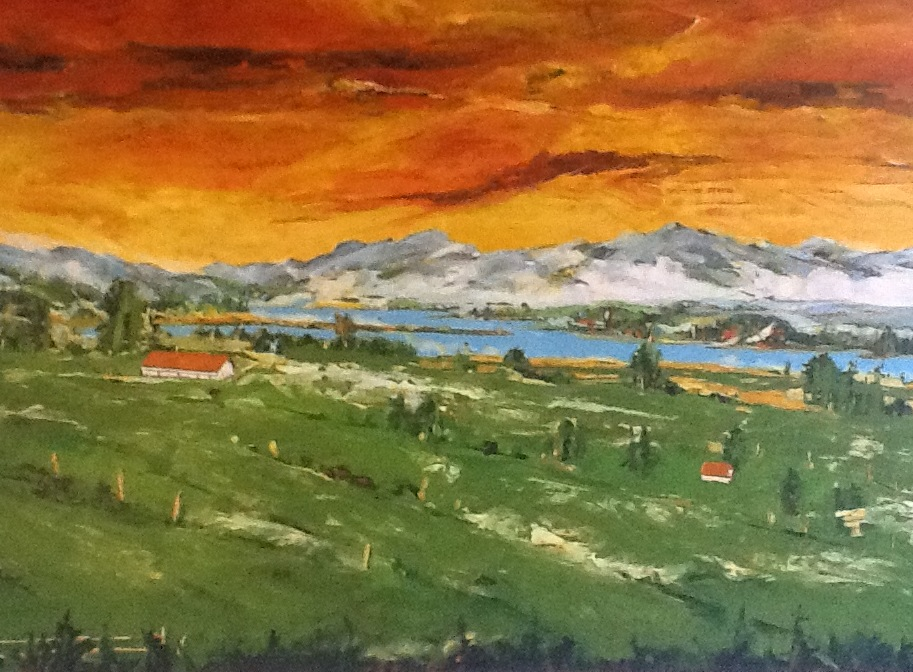
Hans-Jörg Holubitschka, Chiemsee, Öl auf Leinwand, 130 cm × 160 cm, 1999

## Leben
Nach seiner Schulzeit ging Hans-Jörg Holubitschka auf Empfehlung seines damaligen Kunstlehrers am Gymnasium nach Düsseldorf, um von 1980 bis 1988 an der Kunstakademie Düsseldorf bei Gerhard Richter zu studieren. Dort traf er unter anderen auf Freunde aus der Schulzeit, wie seinen Malerkollegen Thomas Bernstein. Ein wichtiger Künstlerkollege wurde ihm sein Mitstudent Bernard Lokai, den er in der Klasse von Gerhard Richter kennenlernte. Andere spätere Künstlerkollegen, mit denen er sich bereits während der Akademiezeiten anfreundete, wie Stefan Demary, Heinz Hausmann, Hendrik Krawen, Stefan Ettlinger u. v. m. begleiteten ihn in seinen weiteren künstlerischen Schaffensprozessen.

## Werk
Nach Ende seines Studiums widmete sich Hans-Jörg Holubitschka der Landschaftsmalerei. Seine bevorzugten Motive sind Blicke auf Landschaften, u. a. in Südfrankreich, Italien, England mit Schottland, Irland, Spanien, Landschaften in Deutschland; u. a. auch seine Heimat Westerwald, aber auch die Schweizer Berge und die bayerischen Alpen. Bei den „Stadtlandschaften“ bzw. Stadtansichten hat er u. a. folgende Städte gemalt: Düsseldorf, Rio de Janeiro, London, Paris, Orvieto, Mallorca, Rom, Venedig, Urbino und Zürich. Seit dem Jahr 2012 beschäftigte er sich auch mit dem Thema Kulturlandschaften. Hierzu zählte er die artifiziell gestalteten Landschaften, beispielsweise Golflandschaften. Folgende Plätze hat er malerisch in neue Bildlandschaften umgesetzt: The Fifteens (Düsseldorfer Golf-Club), The Seventh (Golf Club Hubbelrath) Düsseldorf, Princeville Hawaii, St Andrews Links Schottland, Oubaai (Südafrika) und Les Dunes Amerika. Hans-Jörg Holubitschka malte nicht das Abbild einer Landschaft. Die Landschaft ist für ihn das Medium, um dem Betrachter über ein vertrautes Motiv Zugang zu seinen Bildern zu verschaffen. Er bedient sich der Farbe und ihrer Kompositionsmöglichkeiten als ein Instrument, um seelische Zustände zum Ausdruck zu bringen. Seine Bilder beziehen sich in ihrer farblichen Wirkung und Überspitzung auf die Maler des amerikanischen Color Field Painting wie Mark Rothko, Barnett Newman oder Clyfford Still. Während sich diese Maler im vollkommenen abstrakten Raum bewegten, wandelte Hans-Jörg Holubitschka figurative Elemente der Landschaft in abstrakte Farbfelder um.

## Ausstellungen (Auswahl)
- 2022: OUR FRIENDS, mit Adolf Bierbrauer, Stefan Demary und Jårg Geismar, Martin Leyer-Pritzkow Ausstellungen, Düsseldorf
- 2016: Olympic Landscapes, Martin Leyer-Pritzkow, Ausstellungen
- 2015/16: Hans-Jörg Holubitschka - L A N D, e.artis contemporary (online), Chemnitz
- 2014: "4 auf 8", mit Armin Baumgarten, Bernard Lokai und Katrin Roeber, Martin Leyer-Pritzkow Ausstellungen, Düsseldorf
- 2014: "Forbidden Colours, Martin Leyer-Pritzkow Ausstellungen, Düsseldorf
- 2014: Hans-Jörg Holubitschka - Neue Bilder, Galerie Wittenbrink, München
- 2013: Galerie Fellner von Fellnegg, u. a. mit Bernard Lokai, Krefeld
- 2012: Neue Landschaften, Düsseldorfer Golf-Club, Düsseldorf
- 2010: Karambolage, Galerie Fellner von Feldegg, Krefeld
- 2009: Galerie CP, Wiesbaden
- 2008: Galerie Wittenbrink, München
- 2005: Galerie CP, Wiesbaden
- 2004: Kunstverein Ulm, mit Jost Münster
- 2004: Kunstverein Arnsberg, Arnsberg
- 2003: visions of landscape, Galerie Schmalfuß, Marburg
- 2003: Positionen neuer Malerei, Galerie Wittenbrink, München
- 2002: Artax Kunsthandel – Ralph Kleinsimlinghaus, Düsseldorf
- 2002: Junge Figurative, u. a. mit Armin Baumgarten, Peter Lindenberg, Oliver Loachau, Bernard Lokai, Stefan Müller, Katrin Roeber, Mönchehaus Museum Goslar - Museum für moderne und zeitgenössische Kunst
- 2001: Junge Figurative, u. a. mit Armin Baumgarten, Peter Lindenberg, Oliver Lochau, Bernard Lokai, Stefan Müller, Katrin Roeber, Ketterer Kunst im Carolinen-Palais, München
- 2000: Due Dimensioni, Pescheria Nuevo, Rovigo
- 2000: Informelle Landschaften – landschaftliches Informel, mit Werken von Gerhard Hoehme, Emil Schumacher und Fritz Winter, Martin Leyer-Pritzkow Ausstellungen, Düsseldorf
- 1998: New German Painters, Decoplage, Martin Leyer-Pritzkow Ausstellungen, Miami
- 1998: Due Dimensioni, Accademia di Belle Arti di Venezia, Venedig
- 1999: Andrew Mummery Gallery, London
- 1997: A different view, Andrew Mummery Gallery, London
- 1996: Galerie Johnen & Schöttle, Köln
- 1996: Pintura, Castello di Rivara, Turin
- 1996: En helvetes förvandling-Tysk fran NRW, Stockholm
- 1995: Städtisches Museum Haus Koekkoek, Kleve
- 1995: Galerie Schöttle, München
- 1990: Galerie Tabea Langenkamp, Düsseldorf

## Video
- Interview zwischen Hans-Jörg Holubitschka und Martin Leyer-Pritzkow im Atelier des Künstlers, November 2014

| Personendaten    | Personendaten           |
| ---------------- | ----------------------- |
| NAME             | Holubitschka, Hans-Jörg |
| KURZBESCHREIBUNG | deutscher Maler         |
| GEBURTSDATUM     | 29. Juli 1960           |
| GEBURTSORT       | Selters (Westerwald)    |
| STERBEDATUM      | 16. Dezember 2016       |
| STERBEORT        | Düsseldorf              |